# مايكل ستيرن (صحفي)
مايكل ستيرن (بالإنجليزية: Michael Stern)‏ هو صحفي أمريكي، ولد في 3 أغسطس 1910 في بروكلين في الولايات المتحدة، وتوفي في 7 أبريل 2009 في بالم بيتش في الولايات المتحدة بسبب سرطان البنكرياس.